# Arcipelago Hochelaga
L'arcipelago Hochelaga è un arcipelago del Canada, situato in Québec. Il gruppo di isole è situato alla confluenza tra i fiumi San Lorenzo e Ottawa, nella parte sud-occidentale della provincia di Québec.
Il numero di isole che comprende l'arcipelago è stimato in 538. La più grande di esse è l'isola di Montréal, su cui si trova la città di Montréal. Altre importanti isole sono è l'Île Jésus, che insieme alle Îles Laval compone la città di Laval, l'Île Perrot e l'Île Bizard.
La massima altitudine dell'arcipelago è rappresentata dal Mount Royal, situato sull'isola di Montréal e alto 234 metri circa.
Il nome dell'arcipelago, Hochelaga, è quello di un insediamento di indigeni canadesi del XVI secolo situato nell'attuale Montréal.